# Agloolik
Agloolik na mitologia Inuit, é um espírito que vive debaixo do gelo e dá ajuda aos pescadores e caçadores.